# Arbeitsgericht Nittenau
Das Arbeitsgericht Nittenau war ein bayerisches Arbeitsgericht mit Sitz in Nittenau.

## Geschichte
Gemäß Arbeitsgerichtsgesetz vom 23. Dezember 1926 wurden in Deutschland Arbeitsgerichte gebildet. Diese waren nur in der ersten Instanz organisatorisch selbstständige Gerichte, die Landesarbeitsgerichte waren den Landgerichten zugeordnet. Am Landgericht Amberg entstand so 1927 das Landesarbeitsgericht Amberg als eines von 23 Landesarbeitsgerichten in Bayern. In Nittenau entstand das Arbeitsgericht Nittenau als eines von elf Arbeitsgerichten des Landesarbeitsgerichtes. Sein Sprengel umfasste den Gerichtsbezirk des Amtsgerichtes Nittenau. Es bestand eine allgemeine Kammer für Arbeiter und Angestellte und eine Kammer für das Handwerk.
Bereits 1929 wurde die Zahl der Arbeitsgerichte deutlich reduziert. Das Arbeitsgericht Nittenau wurden aufgehoben und sein Sprengel dem Arbeitsgericht Schwandorf zugeordnet.